# Catherine de Nevers (1568-1629)
Pour les articles homonymes, voir Nevers.
Catherine de Gonzague-Nevers (1568 à Nevers - 1629 à Paris), duchesse de Longueville, est la femme d'Henri Ier d'Orléans-Longueville et la régente de Neuchâtel durant seize années.

## Biographie
Elle est la fille de Louis IV de Gonzague-Nevers et d'Henriette de Nevers (1542-1601).
En 1588, elle épouse Henri Ier d'Orléans-Longueville (1568-1595), avec qui elle a un fils, Henri II d'Orléans-Longueville (1595-1663).
Elle assume la régence du comté de Neuchâtel de 1601 à 1617, de la mort de sa belle-mère Marie II de Saint-Pol à la majorité de son fils.
En 1613, elle fonde le prieuré Notre-Dame-de-Grâce sur le territoire de la Ville l'Évêque proche de Paris, et  va chercher en 1615, une parente, Louise de Pierrevive, novice à l'abbaye Saint-Avit-les-Guêpières, pour l'installer dans sa nouvelle fondation.